# Trafikolycka

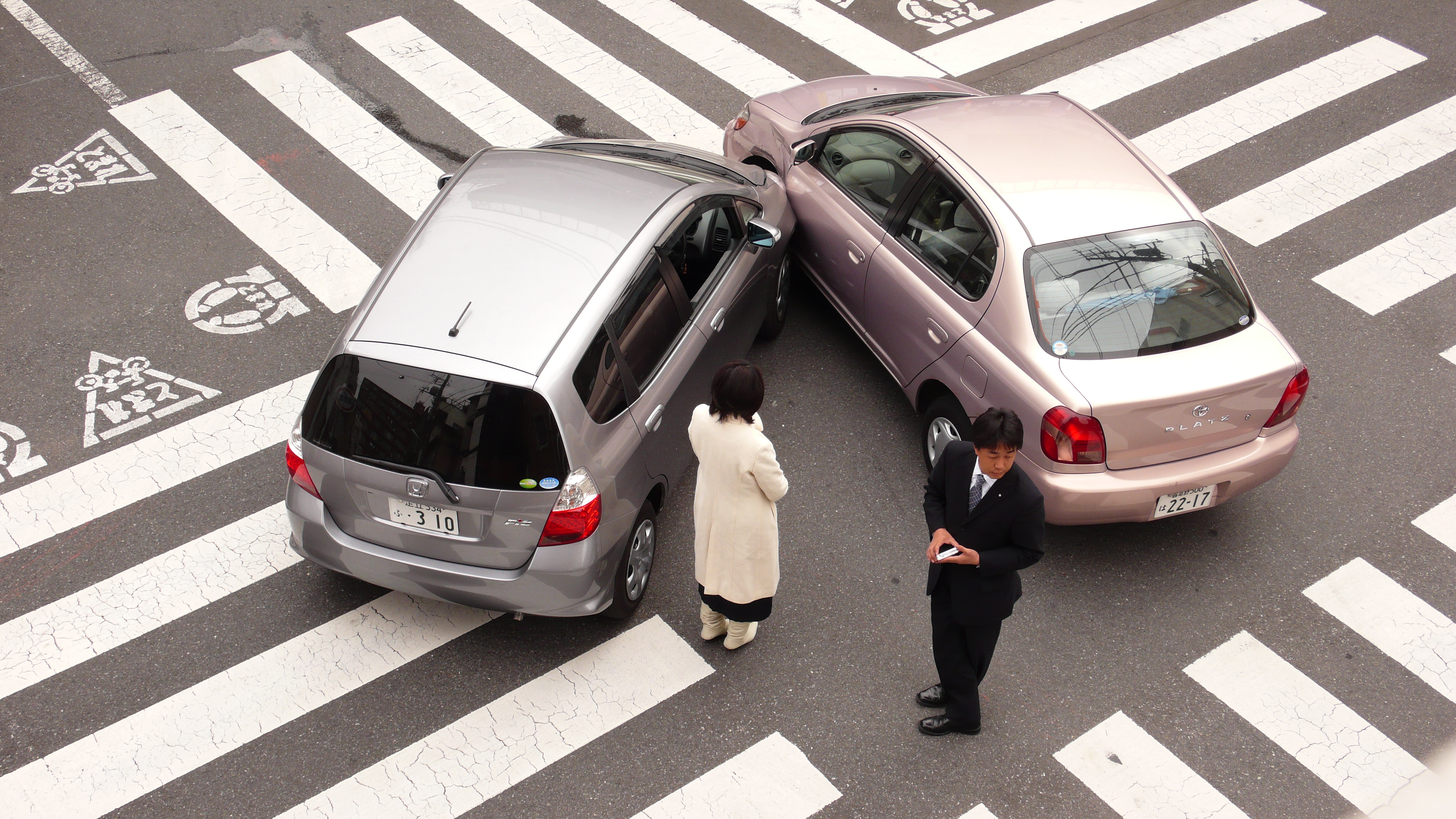
Trafikolycka i Japan.

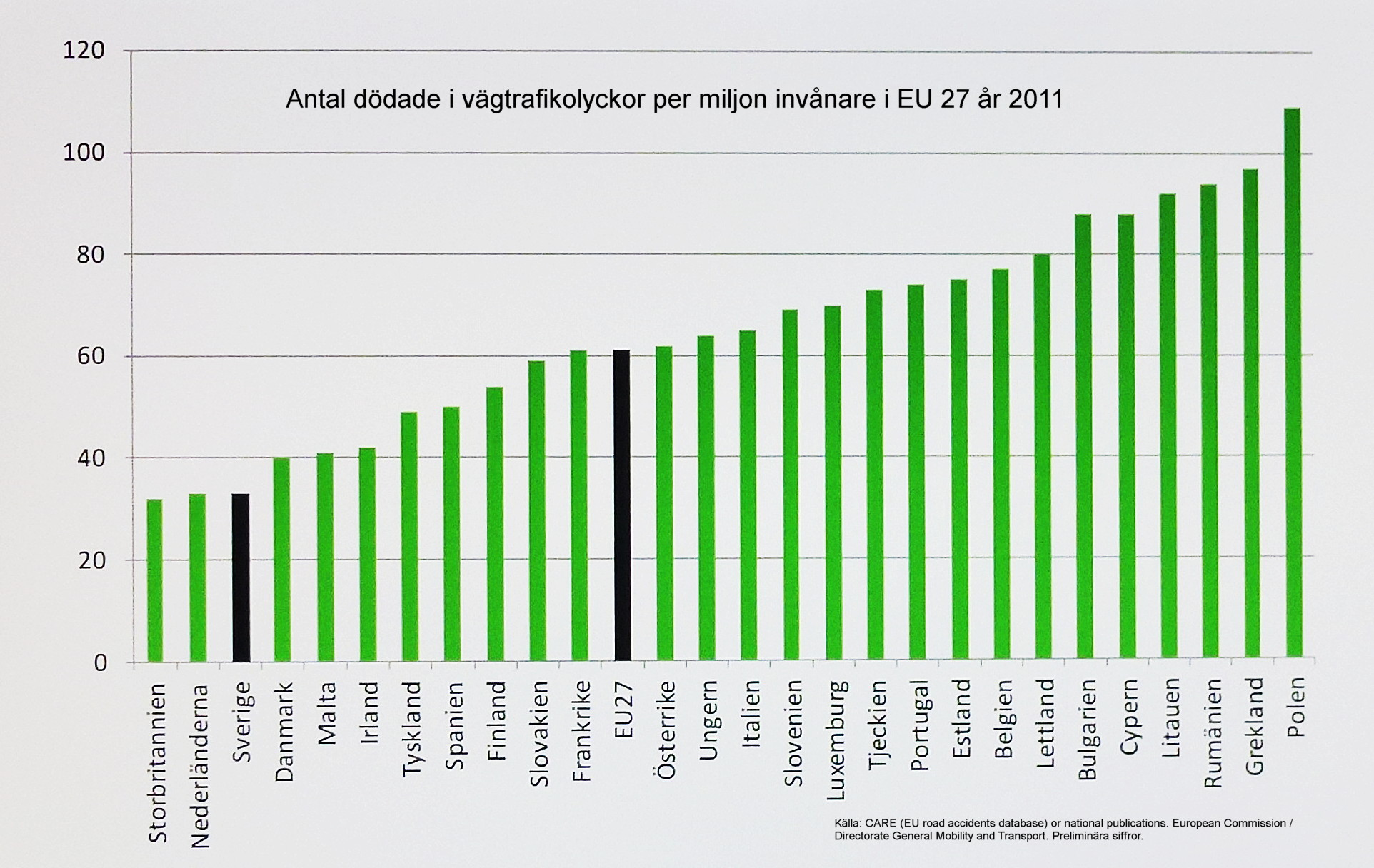
Vägtrafikdödade per miljon invånare i EU, 2011.

Trafikolycka är en olycka eller annan typ av incident i trafiken med antingen fordon (bil, buss, motorcykel eller cykel) eller fotgängare inblandade. Trafikolyckor sker ofta i samband med bilkrockar men kan också vara singelolyckor (till exempel avåkningar på grund av exempelvis halt väglag eller en viltolycka). Trafikolyckor kan också vara krockar mellan till exempel ett fordon och ett djur. Varannan trafikolycka, i Sverige, är en viltolycka (ca. 65 000 per år). 
Trafikolyckor leder ofta till skador på fordon och personskador eller dödsfall. Under 2010 till 2013 dog 260 till 319 personer per år av vägtrafikolyckor i Sverige.
Termen bilolycka används om minst en bil är inblandad. I Sverige säger Trafikförordningen att bilar som ska köras på allmän väg måste medföra en varningstriangel, som sätts upp vid olyckor eller motorfel där hastighetsbegränsningen överstiger 50 km/h eller sikten är skymd. Triangeln ska sättas upp på ett sådant avstånd att andra trafikanter varnas i tid.
I Sverige är STRADA (Swedish TRaffic Accident Data Acquisition) det informationssystem om personskadeolyckor i vägtransportsystemet som sedan 2003 används för den officiella olycksstatistiken. STRADA tar inte med singelolyckor med gående, eftersom inget fordon är inblandat i denna mycket vanliga olyckstyp. 
I internationell statistik för Europeiska unionen har Sverige sedan 2009 till 2012 halkat ned från plats ett till plats tre när det gäller lägst antal dödade i vägtrafiken, passerat av Storbritannien och Nederländerna. På de sista båda platserna med 9.5 resp 11 dödade per 100 000 invånare ligger Grekland och Polen. Snittet för hela EU var 6,2 dödade per 100 000 invånare..

## I olika länder

### USA
Motorfordonsolyckor är den främsta orsaken till dödsfall på arbetsplatser i USA och står för 35 procent av alla dödsfall på arbetsplatser. I USA kan de som är inblandade i kollisioner med motorfordon hållas ekonomiskt ansvariga för konsekvenserna av kollisionen, inklusive egendomsskador och skador på passagerare och förare. Om en annan förares fordon skadas i en olycka tillåter vissa delstater att fordonsägaren ersätter den felande föraren för både reparationskostnaderna och fordonets minskade värde.
För att fastställa vållande i en bilolycka måste man ta hänsyn till olika faktorer. Processen omfattar vanligtvis utvärdering av bevis, granskning av trafiklagar och granskning av vittnesmål.
Ansvarsreglerna varierar från delstat till delstat, där vissa lagar tillämpar ett system med skadeståndsansvar och andra ett system med försäkring utan ansvarsskyldighet. De flesta använder sig av ett skadeståndsbaserat system där offren söker ekonomisk ersättning från de skyldiga parternas försäkringsbolag. 

### Förenade kungariket
I Storbritannien gäller sedan den 31 juli 2013 det s.k. Road Traffic Accident Minor Injury Claims Advance Action Protocol, även kallat RTA-protokollet.
Från och med februari 2022 är "taket" 25 000 GBP för en olycka som inträffar den 31 juli 2013 eller senare; gränsen i den tidigare versionen av protokollet var 10 000 GBP för en olycka som inträffar den 30 april 2010 eller senare, men före den 31 juli 2013.